# 湯里住吉神社
湯里住吉神社（ゆざとすみよしじんじゃ）は、大阪府大阪市東住吉区湯里にある神社。旧社格は村社。

## 祭神
- 中筒男命（そこつつのおのみこと）

## 歴史

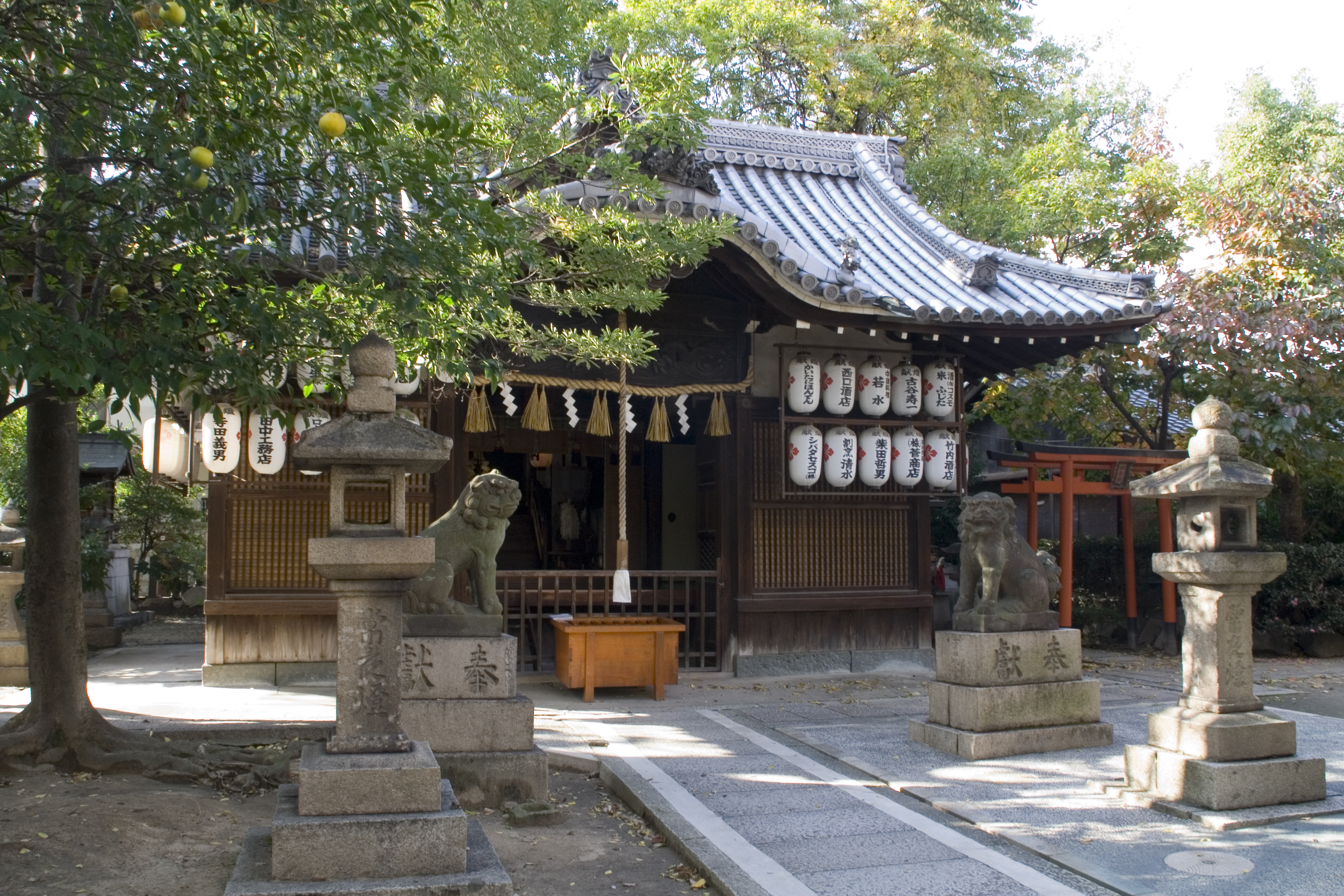
拝殿

天神山に鎮座する須牟地神社が富田荘の氏神であったが、富田荘が分割されて河内国丹比郡に編入されたため、祭神住吉三神のうちの一座をこの地に勧請して須牟地神社と称した。住吉二の宮、湯屋島住吉などと呼ばれた。
天正・慶長年間の兵火を罹り、社殿・旧記を焼失している。明治5年（1872年）村社に列し、 大正4年（1915年）9月には神饌幣帛料供進社に指定される。

## 境内
- 竹生島神社　市杵嶋姫命
- 稲荷神社　宇迦之御魂命
- 楠社　楠大神

## 現地情報
所在地
- 大阪府大阪市東住吉区湯里4-17-9

交通アクセス
- 最寄駅：近鉄南大阪線針中野駅下車後、南東に徒歩約9分
- 最寄駅：近鉄南大阪線矢田駅下車後、北東に徒歩約11分